# 2011–2012-es magyar női röplabdabajnokság
A 2011–2012-es magyar női röplabdabajnokság a hatvanhetedik magyar női röplabdabajnokság volt. A bajnokságban tizenhárom csapat indult el, az előző évi második helyezett az osztrák, magyar, szlovák, horvát és szlovén csapatok részvételével tartott Interligában szerepelt, a többiek két kört játszottak. Az alapszakasz után az Interligában szereplő csapat és az 1-7. helyezettek play-off rendszerben játszottak a végső helyezésekért, míg a 8-12. helyezettek az addigi pontjaikat megtartva egymás közt még két kört játszottak a 9-13. helyért. Ettől az évtől a 3:0-s és a 3:1-es győzelem 3, a 3:2-es siker 2, a 3:2-es vereség 1, a 3:1-es és a 3:0-s kudarc 0 pontot ért.

## Alapszakasz
| #   | Csapat                           | M  | Gy | GyD | VD | V  | Sz+ | Sz- | P  |
| --- | -------------------------------- | -- | -- | --- | -- | -- | --- | --- | -- |
| 1.  | BSE-FKF Zrt.                     | 22 | 17 | 4   | 0  | 1  | 64  | 12  | 59 |
| 2.  | TEVA-Gödöllői RC                 | 22 | 18 | 1   | 1  | 2  | 60  | 14  | 57 |
| 3.  | Békéscsabai RSE                  | 22 | 17 | 0   | 2  | 3  | 57  | 19  | 53 |
| 4.  | Újpesti TE                       | 22 | 14 | 1   | 3  | 4  | 55  | 28  | 47 |
| 5.  | Albrecht-Miskolci VSC-MISI       | 22 | 12 | 3   | 2  | 5  | 49  | 33  | 44 |
| 6.  | Aluprof-Testnevelési Főiskola SE | 22 | 10 | 1   | 1  | 10 | 39  | 38  | 33 |
| 7.  | Szolnoki Főiskola RK SI          | 22 | 8  | 3   | 1  | 10 | 36  | 42  | 31 |
| 8.  | Kaposvári NRC                    | 22 | 7  | 2   | 2  | 11 | 33  | 45  | 27 |
| 9.  | Veszprémi Egyetem SC             | 22 | 4  | 2   | 4  | 12 | 29  | 54  | 20 |
| 10. | Budai XI. SE                     | 22 | 5  | 0   | 1  | 16 | 23  | 53  | 16 |
| 11. | Palota RSC                       | 22 | 1  | 1   | 1  | 19 | 12  | 62  | 6  |
| 12. | Tatabányai Volán                 | 22 | 0  | 1   | 1  | 20 | 8   | 65  | 3  |

* M: Mérkőzés Gy: Győzelem GyD: Győzelem döntő szettben VD: Vereség döntő szettben V: Vereség Sz+: Nyert szett Sz-: Vesztett szett P: Pont

## Rájátszás

### 1–8. helyért
Negyeddöntő: Vasas SC-Óbuda-Hofeka–Szolnoki Főiskola RK SI 3:0, 3:0, 3:0 és BSE-FKF Zrt.–Aluprof-Testnevelési Főiskola SE 3:0, 3:1, 3:0 és TEVA-Gödöllői RC–Albrecht-Miskolci VSC-MISI 3:0, 3:1, 3:0 és Békéscsabai RSE–Újpesti TE 3:1, 1:3, 0:3, 3:0, 3:2
Elődöntő: Vasas SC-Óbuda-Hofeka–Békéscsabai RSE 3:2, 3:2, 3:0 és BSE-FKF Zrt.–TEVA-Gödöllői RC 1:3, 0:3, 3:1, 3:2, 1:3
Döntő: Vasas SC-Óbuda-Hofeka–TEVA-Gödöllői RC 3:1, 1:3, 3:1, 1:3, 3:0
3. helyért: BSE-FKF Zrt.–Békéscsabai RSE 2:3, 3:1, 3:2, 0:3, 3:0
5–8. helyért: Újpesti TE–Szolnoki Főiskola RK SI 3:0, 3:0 és Albrecht-Miskolci VSC-MISI–Aluprof-Testnevelési Főiskola SE 2:3, 3:0, 3:0
5. helyért: Újpesti TE–Albrecht-Miskolci VSC-MISI 3:0, 3:1
7. helyért: Aluprof-Testnevelési Főiskola SE–Szolnoki Főiskola RK SI 3:0, 3:0

### 9–13. helyért
| #   | Csapat               | M  | Gy | GyD | VD | V  | Sz+ | Sz- | P  |
| --- | -------------------- | -- | -- | --- | -- | -- | --- | --- | -- |
| 9.  | Kaposvári NRC        | 30 | 12 | 3   | 3  | 12 | 53  | 53  | 45 |
| 10. | Veszprémi Egyetem SC | 30 | 8  | 3   | 5  | 14 | 46  | 67  | 35 |
| 11. | Budai XI. SE         | 30 | 8  | 4   | 2  | 16 | 46  | 64  | 34 |
| 12. | Palota RSC           | 30 | 3  | 1   | 3  | 23 | 22  | 80  | 14 |
| 13. | Tatabányai Volán     | 30 | 0  | 1   | 2  | 27 | 12  | 89  | 4  |

* M: Mérkőzés Gy: Győzelem GyD: Győzelem döntő szettben VD: Vereség döntő szettben V: Vereség Sz+: Nyert szett Sz-: Vesztett szett P: Pont